# Luis Berenguer
Luis Berenguer y Moreno de Guerra (Ferrol (La Coruña) 11 de diciembre de 1923 - San Fernando (Cádiz) 14 de septiembre de 1979) fue un escritor español. Ingeniero de Armas Navales y novelista en la época del denominado “boom de los narradores andaluces”, fue Premio Nacional de la Crítica por su novela El mundo de Juan Lobón (1967), Premio Miguel de Cervantes por Marea escorada (1969) y Premio Alfaguara de Novela por Leña verde (1972).

## Biografía
Hijo de un médico de la Armada y descendiente por vía materna de una ilustre saga de marinos, Luis Berenguer nació en Galicia y se crio en Madrid, aunque su familia se afincó tras la guerra civil española en San Fernando (Cádiz).
Orientado a la Marina por tradición familiar, estudió en Marín (1945/49), obtuvo destino en Madrid y en 1953 pasó del Cuerpo General al Cuerpo de Ingenieros de Armas Navales. Contrajo matrimonio con Elvira Monzón Ristori en 1954. Tras su destino en Madrid y una estancia formativa en Washington (USA), desde 1958 optó por afincarse en San Fernando, donde vivió con su esposa y sus once hijos: Elvira (1955), Violeta (1956), Pablo (1957), María Luisa (1958), Pedro (1960), Ana (1961), Rafael (1963), Eduardo (1964), Susana (1965), Margarita (1966) y José (1968). Murió inesperadamente de un aneurisma pulmonar.
Fascinado por el sur, en él encontró inspiración para sus seis novelas, incluidas (junto a las de Alfonso Grosso, José Manuel Caballero Bonald, Aquilino Duque,Juan Antonio Campuzano Hoyos, Manuel Barrios, Antonio Burgos, José Luis Ortiz de Lanzagorta, Carlos Muñiz Romero, etc.) en el llamado “boom” de la narrativa andaluza.

## Trayectoria literaria
Fue Luis Berenguer un escritor autodidacta de vocación temprana, en cuya formación fueron importantes Miguel de Unamuno y José Ortega y Gasset, a los que sucedería la pasión por Pío Baroja (a quien llegó a visitar en su casa de Madrid, ya en los años 50, junto al novelista Ángel Oliver).
Desligado por su entorno social y laboral de grupos literarios generacionales, Luis Berenguer debutó con El mundo de Juan Lobón (1967), finalista del Premio Alfaguara y Premio Nacional de la Crítica. Se trata de las memorias, contadas en primera persona, de un cazador furtivo que cuenta su historia: la de un hombre cabal que lucha en solitario contra los terratenientes y sus esbirros en defensa de su antiguo fuero de cazador. El escenario es la Baja Andalucía de los años que van desde la guerra civil española hasta el desarrollismo de los años 60: un mundo atrasado, casi feudal, que se corresponde con las serranías de Cádiz y Ronda, y un protagonista que se inspira en un personaje real (José Ruiz Morales alias “Perea”, de Alcalá de los Gazules). El contexto jurídico es el de la legislación, entre los años 40 y 60, en contra del furtivismo, que pasó de actividad de la economía tradicional de supervivencia a deporte masivo. El formato de novela autobiográfica de perdedor sitúa El mundo de Juan Lobón en la estela de la novela neopicaresca de Camilo José Cela, uno de los referentes literarios de Berenguer. Las numerosas reediciones que ha tenido la novela se deben en gran medida a que es uno de los pocos clásicos españoles de tema cinegético, a la altura de Miguel Delibes. La crítica ha destacado cómo actualiza Berenguer el tema del hombre salvaje, nutrido en su propia afición a la caza, la naturaleza y la vida al aire libre, y su nostalgia de un estado primitivo idealizado: su propia versión de una Edad de Oro, en la línea de las teorías sobre la caza de Ortega y Gasset.
La novela inspiró una miniserie de televisión, El mundo de Juan Lobón (1988), dirigida por Enrique Braso sobre guiones de Jesús Martínez León y protagonizada por Luis Fernando Alvés (Juan Lobón), Fernando Guillén Cuervo (Pablo el guarda) y Maribel Verdú (la Encarna). La serie se emitió en TVE en cinco capítulos en 1989.
Tras esta novela Berenguer, que para entonces había entablado gran amistad con Alfonso Grosso, se unió a la experimentación en boga con dos obras de factura faulkneriana. Marea escorada (1969), finalista del Alfaguara y Premio Nacional Miguel de Cervantes, es el drama de un pescador asfixiado por el sentimiento de culpa al haber provocado involuntariamente la muerte de su primogénito. Leña verde (1972), Premio Alfaguara, cierra la trilogía ubicada en el Cádiz de posguerra con una visión de la decadencia de la aristocracia rural a la que perteneció una rama de la familia del autor. Una intriga policíaca sirve para alzar, en medio de una maraña social, el conflicto de un señorito que nunca quiso serlo, conflicto de raíces autobiográficas.
En estas tres novelas Berenguer explora con maestría las posibilidades expresivas del habla popular y coloquial de la Baja Andalucía, lo que las ha convertido en fuente documental para el Diccionario del Español Actual (1999, 2011) de Carlos Seco, Olimpia de Andrés y Gabino Ramos.
Sotavento. Crónica de los olvidados (1973) retorna a la transparencia narrativa con una novela histórica escrita en estilo culto (en las anteriores brillaba con fuerza la lengua popular) y ubicada en el siglo XIX: un ágil cronista alza el acta de su estirpe de marinos destinados en Ultramar. La fascinación por la tradición familiar (mezcla magicorrealista de historia, fantasía y humor) y la admiración por la fortaleza femenina se une a la desmitificación de una empresa sin futuro. Es una de las escasas novelas españolas sobre la Marina Española en la empresa de Ultramar.
Tras el cierre de la editorial Alfaguara (propiedad de los hermanos Cela), la recepción de Berenguer se resintió. La noche de Catalina virgen (1975) continúa el mundo de Leña verde. Atenuado el experimentalismo, la intriga se centra en una mujer sobre el trasfondo de las especulaciones inmobiliarias en la costa andaluza durante la época del desarrollismo.
Tamatea, novia del otoño (1980) —novela póstuma que optó al Premio Planeta—, vuelve al relato en primera persona con una intriga psicológico-fantástica situada en la Transición española a la Democracia. El encuentro con una misteriosa joven lleva al protagonista a tomar conciencia de la frustración del burgués que olvidó sus ideales y es incapaz de superar su educación sentimental. Con ello Luis Berenguer deja constancia de las dificultades de su generación para adaptarse al mundo de la revolución sexual que trajo la generación del 68.
En palabras de la crítica, «con Tamatea se cierra la obra de un hombre temperamental y contradictorio (de fuertes convicciones morales y básicamente conservador, pero anticonvencional y ácrata a la manera de los caballeros de antaño, y fascinado por el pueblo) que en la ficción cifró su afán de retorno a la naturaleza y su conciencia de pertenecer a un mundo en trance de extinción».
La narrativa de Luis Berenguer ha sido reeditada en 2009 por la editorial Algaida, integrada en Anaya. El mundo de Juan Lobón fue reeditado con prólogo de Antonio Tovar en la colección Selecciones Austral (1980) y ha merecido una edición crítica y anotada en la colección Letras Hispánicas de la editorial Cátedra (2010).

## Obras de Luis Berenguer
- El mundo de Juan Lobón, Madrid, Alfaguara, 1967. Muchas reediciones. Ed. con prólogo de Antonio Tovar en Madrid, Espasa Calpe, 1980. Ed. crítica con estudio preliminar y notas de A.S. Pérez-Bustamante en Madrid, Cátedra, 2010.
- Marea escorada, Madrid, Alfaguara, 1969.
- Leña verde, Madrid, Alfaguara, 1972.
- Sotavento, crónica de los olvidados, Madrid, Alfaguara, 1973.
- La noche de Catalina virgen, Barcelona, Dopesa, 1975.
- Tamatea, novia del otoño, Madrid, Altalena Editores, 1980.
- Juan Lobón y otras historias, prólogo de Alfonso Grosso, Barcelona, Dopesa, 1976. (Incluye El mundo de Juan Lobón, Marea escorada y Leña verde).
- El mundo de Juan Lobón. Marea escorada. Leña verde, prólogo de Alfonso Grosso, Barcelona, Mundo Actual de Ediciones, 1980.
- Biblioteca Berenguer, 6 vols., Sevilla, Algaida, 2009. Incluye El mundo de Juan Lobón, Marea Escorada, Leña verde, Sotavento, crónica de los olvidados, La noche de Catalina virgen y Tamatea, novia del otoño.